# Libertiner
Libertiner er også titlen på et album af L.O.C., se Libertiner (album).
Libertiner (af latin libertinus = "frigiven slave", af liber = "fri") betyder i dag en person, der lever et hedonistisk liv, og uhæmmet kaster sig ud i nydelser, især erotiske. Betegnelsen er oftest brugt i en mere eller mindre nedsættende betydning. 
Den oprindelige betydning er en ganske anden. I engelsk er libertine dokumenteret fra sidst i 1300-tallet, men betydningen "fritænker" kendes først fra 1560'erne fra fransk libertin, en betegnelse for katolikker fra bestemte protestantiske sekter i Frankrig og Nederlandene. I ældre fransk betød libertin "en saracensk slave omvendt til kristendommen". 